# Sama'il

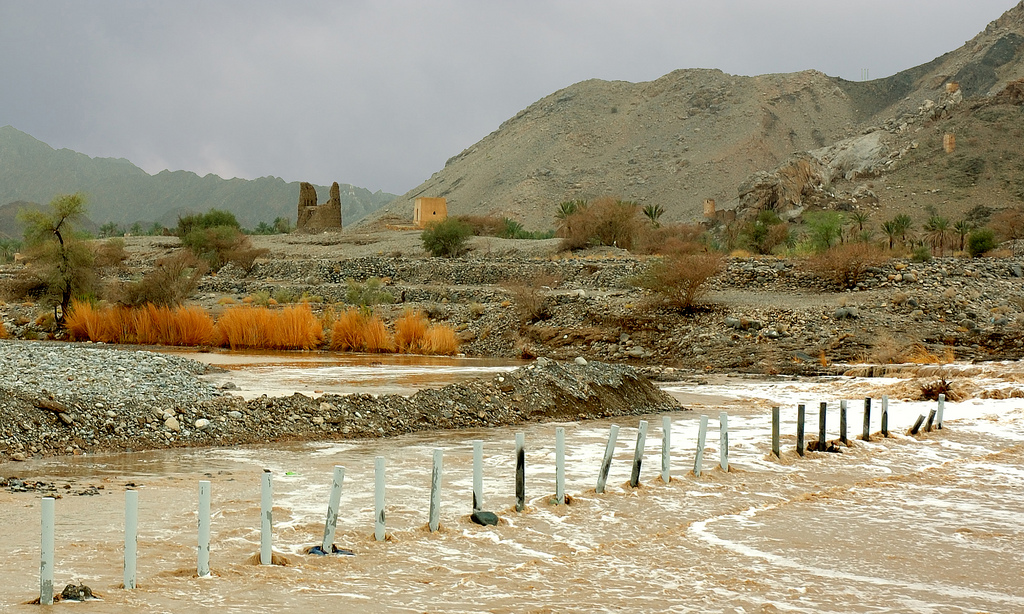
Vue du wadi après la pluie.

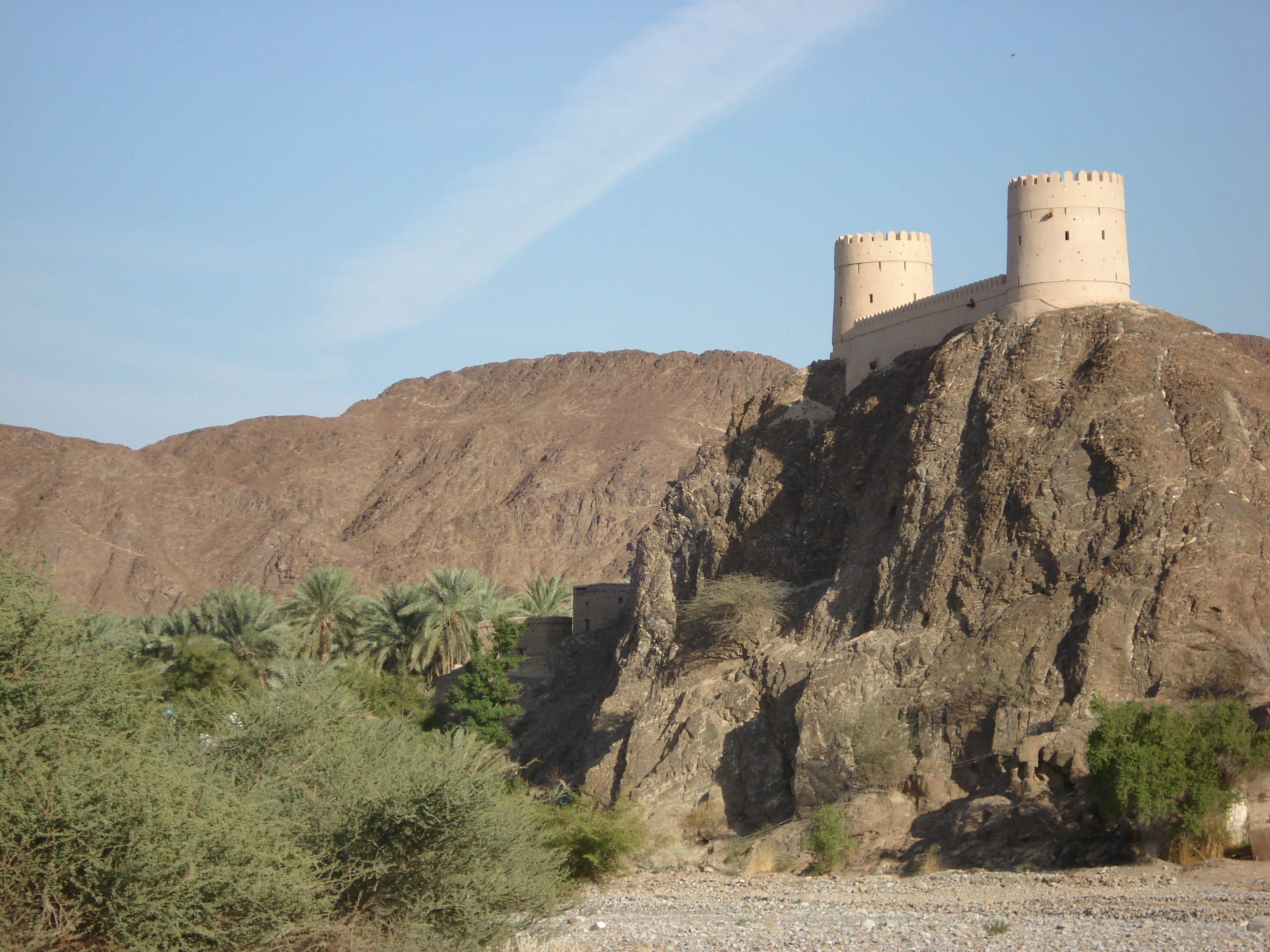
Le fort.

Sama'il (Sumail, Sumayil ; en arabe : سمائل) est une localité du Sultanat d'Oman, située dans le nord du pays, dans la région Ad-Dākhilīyah.

## Géographie
Sama'il se trouve dans la trouée du même nom qui sépare le Hajar occidental du Hajar oriental et ouvre aux territoires de l'intérieur un accès au golfe d'Oman. Elle est traversée par une voie rapide qui relie Nizwa au Sud à Sib ou Mascate au Nord, sur le golfe d'Oman.
La ville compte environ 29 400 habitants. C'est le chef-lieu de la wilayat du même nom où l'on a dénombré 38 403 habitants lors du recensement de 1993 et 44 561 lors de celui de 2003.